# ناتشو مارتينيز (لاعب كرة قدم)
ناتشو مارتينيز (بالإسبانية: Nacho Martínez)‏ (11 أبريل 1990 في إسبانيا - ) هو لاعب كرة قدم إسباني في مركز الهجوم. لعب مع نادي كونكينسي.

## وصلات خارجية
- ناتشو مارتينيز على موقع قاعدة بيانات كرة القدم.إي يو (الإنجليزية)
- ناتشو مارتينيز على موقع Soccerway.com (الإنجليزية)